# Cherut
Cherut (hebrejsky: חרות, Svoboda) byla hlavní izraelská pravicová politická strana a stoupenec revizionistického sionismu. Po vzniku Izraele byla založena bývalými členy podzemní organizace Irgun, v čele s Menachemem Beginem. Byla hlavní opoziční stranou a v rámci 1. Knesetu byla nejpravicovější stranou. V letech po založení státu bylo jejím politickým heslem „ke břehům řeky Jordán“ a rovněž odmítala uznat legitimitu Jordánského království. V ekonomickém směru podporoval Cherut soukromé podnikání a stavěl se za redukci státních intervencí.
V roce 1965 se strana spojila s Liberální stranou a vytvořila uskupení Gachal (hebrejsky: גוש חרות-ליברלים, Guš Cherut-Libralim) s nímž kandidovala společně ve volbách do 6. a 7. Knesetu. V tomto uskupení si obě strany ponechaly svou samostatnost. V 70. letech se Gachal spojil se stranami Svobodný střed, Národní kandidátka a neparlamentním Hnutím za Velký Izrael a vytvořil tak stranu Likud, kde měly i nadále všechny strany samostatnost. Cherut však zůstal v rámci Likudu dominantní stranou. Ve volbách v roce 1977 dosáhl Likud vítězství a historicky poprvé se tak k moci dostala pravicová strana. Premiérem se stal předseda Cherutu Menachem Begin, který na postu premiéra setrval až do roku 1981. V roce 1983 odstoupil a na jeho místo nastoupil Jicchak Šamir. Jednotnou stranou se stal Likud až v roce 1988, kdy byly všechny jeho frakce rozpuštěny.
Strana Cherut ve spolupráci s mládežnickým hnutím Bejtar zakládala též vesnice zařazené do skupiny Miškej Cherut Betar. Vydávala deník Cherut, založený roku 1948, který vycházel až do 60. let 20. století.